# Ensemble Gδ

En mathématiques et, en particulier, en topologie, un ensemble Gδ (lire « G delta ») est une intersection dénombrable d'ensembles ouverts.
La notation introduite par Felix Hausdorff vient de l'allemand, le G désignant un ouvert (Gebiet) et le δ désignant une intersection (Durchschnitt). La notation Gδ est équivalente à celle de {\displaystyle \Pi _{2}^{0}} utilisée dans la hiérarchie de Borel.

## Propriétés
- L'intersection dénombrable d'ensembles Gδ est un ensemble Gδ et l'union finie d'ensembles Gδ est un ensemble Gδ.

- Le complémentaire d'un ensemble Gδ est un ensemble Fσ[1].

## Exemples
- Chaque ensemble ouvert est un ensemble Gδ.

- L'ensemble  {\displaystyle \mathbb {R} \setminus \mathbb {Q} } des irrationnels est un ensemble Gδ dans l'ensemble {\displaystyle \mathbb {R} } des réels muni de sa topologie usuelle. En effet, l'ensemble des irrationnels peut s'écrire comme l'intersection dénombrable des ouverts {\displaystyle \mathbb {R} \setminus \{r\}}, où {\displaystyle r} est un rationnel. En revanche, l'ensemble {\displaystyle \mathbb {Q} } des rationnels n'est pas un ensemble Gδ dans l'ensemble {\displaystyle \mathbb {R} } des réels muni de sa topologie usuelle. En effet, si c'était le cas, tous les ouverts dont {\displaystyle \mathbb {Q} } est l'intersection seraient denses dans {\displaystyle \mathbb {R} } (car ils contiennent tous {\displaystyle \mathbb {Q} } qui est dense dans {\displaystyle \mathbb {R} }). {\displaystyle \mathbb {R} \setminus \mathbb {Q} } est lui-même intersection dénombrable d'ouverts denses, donc l'intersection vide {\displaystyle (\mathbb {R} \setminus \mathbb {Q} )\cap \mathbb {Q} } serait aussi intersection dénombrable d'ouverts denses. On obtiendrait une contradiction avec la propriété de Baire de {\displaystyle \mathbb {R} }.
- Dans un espace métrisable, chaque ensemble fermé est un ensemble Gδ[2].